# Pteroctopus
Pteroctopus is een geslacht van inktvissen uit de familie van Octopodidae.

## Soorten
- Pteroctopus hoylei (Berry, 1909)
- Pteroctopus schmidti (Joubin, 1933)
- Pteroctopus tetracirrhus (Delle Chiaje, 1830)

### Taxon inquirendum
- Pteroctopus eurycephala (Taki, 1964)
- Pteroctopus keralensis (Oommen, 1966)
- Pteroctopus witjazi Akimushkin, 1963

### Synoniemen
- Pteroctopus albidus (Taki, 1962) => Pteroctopus hoylei (Berry, 1909)